# 三大批判
《三大批判》是德國哲學家（德國古典哲學）康德的著作系列。
康德的一生可以以1770年为标志分为前期和后期两个阶段，在后期从1781年开始的9年里，康德出版了一系列涉及领域广阔、有独创性的伟大著作，给当时的哲学思想带来了一场革命，它们包括《纯粹理性批判》（1781年）、《实践理性批判》（1788年）和《判断力批判》（1790年）。